# Вострикова, Мария Николаевна
Мария Николаевна Вострикова (род. 2 ноября 1993) — российская тяжелоатлетка в весовой категории до 75 кг, победитель и призёр чемпионатов России среди юниоров, чемпионка России 2017 года, серебряный призёр чемпионата Европы 2017 года. Мастер спорта России международного класса.

## Спортивные результаты
- Первенство России по тяжёлой атлетике среди юниоров 2014 года — ;
- Первенство России по тяжёлой атлетике среди юниоров 2015 года — ;
- Первенство России по тяжёлой атлетике среди юниоров 2016 года — ;
- Чемпионат России по тяжёлой атлетике 2017 года — ;